# Fausto Masnada
Fausto Masnada (ur. 6 listopada 1993 w Bergamo) – włoski kolarz szosowy.

## Osiągnięcia
Opracowano na podstawie:

2015
- 1. miejsce w Piccolo Giro di Lombardia

2016
- 1. miejsce w Giro del Medio Brenta

2017
- 2. miejsce w Tour du Jura Cycliste
- 3. miejsce w Presidential Cycling Tour of Turkey

2018
- 3. miejsce w Giro dell’Appennino
- 1. miejsce w klasyfikacji górskiej Dirka po Sloveniji
- 1. miejsce w Tour of Hainan

2019
- 3. miejsce w Giro di Sicilia
  - 1. miejsce w klasyfikacji górskiej
- 1. miejsce na 3. i 5. etapie Tour of the Alps
- 2. miejsce w Giro dell’Appennino
- 1. miejsce na 6. etapie Giro d’Italia

2020
- 9. miejsce w Giro d’Italia

2021
- 3. miejsce w Tour de Romandie
- 2. miejsce w mistrzostwach Włoch (start wspólny)
- 3. miejsce w Coppa Bernocchi
- 2. miejsce w Giro di Lombardia

2022
- 2. miejsce w Tour of Oman
  - 1. miejsce na 4. etapie

## Rankingi
| Rok              | 2012 | 2013 | 2014 | 2015 | 2016  | 2017 | 2018 | 2019 | 2020 | 2021 | 2022 | 2023 | 2024  |
| ---------------- | ---- | ---- | ---- | ---- | ----- | ---- | ---- | ---- | ---- | ---- | ---- | ---- | ----- |
| World Ranking    |      |      |      |      | 1125. | 236. | 372. | 87.  | 84.  | 48.  | 302. | 413. | 1330. |
| UCI Europe Tour  | 821. | -    | 872. | 343. | 766.  | 527. | 238. | 71.  | 69.  | 40.  | 243. | -    | -     |
| UCI Asia Tour    | -    | -    | -    | -    | -     | 443. | -    |      |      |      |      |      |       |
| UCI America Tour | -    | -    | -    | -    | -     | -    | 270. |      |      |      |      |      |       |
|                  |      |      |      |      |       |      |      |      |      |      |      |      |       |
| Źródło: UCI      |      |      |      |      |       |      |      |      |      |      |      |      |       |